# Саар, Мартин
Мартин Саар (англ. Martin Saar, род. 30 апреля 1980, Таллин) — эстонский современный художник, работающий и проживающий в Таллине и Нью-Йорке.

## Биография
Окончил в 2002 году школу уличного искусства Кеваде и Эстонскую академию художеств, а также Нью-Йоркскую академию искусств. В работы Саара входят мозаики, различные полотна и акварельные картины, а также цифровые коллажи и видео. В качестве вдохновения Саар использует музыку, которую переводит в различные радикальные цвета и экспрессивные жесты. Серии некоторых картин Саара — пример яркого использования мазков, сконцентрированных на небольшом участке. Крупные монохроматические полотна отражают воспоминания о жизни его семьи в Советской Эстонии.
Саар завоевал признание благодаря мозаичному изображению знаменитостей Нью-Йорка, портреты которых были опубликованы в газете New York Times. Саар продемонстрировал свою работу в более чем 10 сольных выставках и нескольких групповых шоу. Его работы есть в коллекциях таких знаменитостей, как Нэнси Рейган, Дэвид Копперфильд, Фарах Пехлеви, Диана фон Фюрстенберг и Каролина Эррера.

## Групповые выставки
- 2007: Галерея Лейлы Тагинии-Милани Хеллер, Нью-Йорк / Photography Poetic Visions
- 2007: Галерея Лейлы Тагинии-Милани Хеллер, Нью-Йорк / Nude exposed
- 2006: Галерея Лейлы Тагинии-Милани Хеллер, Нью-Йорк
- 2006: Эстонский дом, Нью-Йорк
- 2005: Галерея Чарльза Коулза, Нью-Йорк
- 2002: Таллинский университет искусств, выпускная работа

## Сольные выставки
- 2007: Bridge Art Fair, Майами
- 2007: Галерея Лейлы Тагинии-Милани Хеллер, Нью-Йорк
- 2007: ArtDepoo, Таллин
- 2007: Сохо-Хаус, Нью-Йорк
- 2006: Галерея Лейлы Тагинии-Милани Хеллер, Нью-Йорк
- 2006: Галерея Вивианн Нэпп, Таллинн
- 2004: Галерея Surf Ambiance Gallery, Саг-Харбор, Нью-Йорк